# Inchiri
Inchiri is een van de twaalf regio's van Mauritanië en deze met veruit het laagste bevolkingsaantal. In 2005 woonden er zo'n 11.500 mensen in de regio die 46.800 vierkante kilometer groot is. De hoofdstad van Inchiri is Akjoujt.

## Grenzen
De regio Inchiri ligt in het centraal-westen van Mauritanië en heeft een korte kustlijn:
- Aan de Atlantische Oceaan in het zuidwesten.

Inchiri wordt verder begrensd door drie andere regio's van het land:
- Dakhlet Nouadhibou in het noorden.
- Adrar in het oosten.
- Trarza in het zuiden.

## Districten
De regio bestaat uit slechts één departement:
- Akjoujt

Adrar · Assaba · Brakna · Dakhlet Nouadhibou · Gorgol · Guidimakha · Hodh Ech Chargui · Inchiri · Nouakchott · Tagant · Tiris Zemmour · Trarza · Nouakchott (district)